# Вышенков, Евгений Владимирович
Евгений Владимирович Вышенков (род. 14 декабря 1962, Ленинград) — российский журналист, специализирующийся на петербургском криминале, один из руководителей «Агентства журналистских расследований» (АЖУР) и его изданий; ранее — милиционер и член организованной преступности.

## Биография
Вырос на Васильевском острове Ленинграда, активно занимался волейболом, стал мастером спорта.
В 1985 году закончил Восточный факультет СПбГУ. Учился на одном курсе с Андреем Константиновым и Андреем Ланьковым.
Ближе к окончанию учёбы, избегая заграничной командировки в горячую точку, пошёл работать в уголовный розыск. После работы на Васильевском острове был переведён на Невский проспект в службу, занимавшуюся иностранцами; дослужился до звания капитана. Вступил в ОПГ, занимался вымогательством. Задержан 25 февраля 1993 года, приговорён к 6 годам лишения свободы. Отбывал наказание сначала в Санкт-Петербурге, потом в Нижнем Тагиле; в 1996 году условно-досрочно освобожден.
Затем Константинов пригласил Вышенкова в АЖУР, где тот стал совладельцем и заместителем генерального директора. Занимает посты заместителя главного редактора СМИ «Фонтанка.ру» и главного редактора портала «47 новостей». Вышенков являлся единственным владельцем информационного агентства «Петербургское слово», выпускавшего в том числе журнал «Город 812» и интернет-издание Online812.ru. Во время журналистских расследований Вышенков активно способствовал аресту убийц депутата Виктора Новоселова, членов банды Телепата и Боевой террористической организации. В 2007 году Вышенков стал лауреатом премии «Золотое перо России» в номинации «За мужество и профессионализм».
В 2011 году Вышенков опубликовал книгу «Крыша. Устная история рэкета», через 3 года она была переиздана. Он также является соавтором многих книг Константинова. Вышенков сыграл эпизодическую роль криминального авторитета во втором сезоне сериала «Бандитский Петербург» по книгам Константинова.

## Сочинения
- Именем братвы : происхождение гангстера от спортсмена, или 30 лет со смерти СССР. — Санкт-Петербург : АСТ, 2022. — 333 с. : ил., портр. ISBN 978-5-17-148203-9
  - Валерий Фёдоров Рецензия ВЦИОМ